# Bévilard
Bévilard és un municipi del cantó de Berna (Suïssa), situat al Berner Jura.